# Emra Tahirović
Emra Tahirović (* 31. Juli 1987 in Sarajevo (ehem. Jugoslawien, heute Bosnien und Herzegowina)) ist ein ehemaliger schwedischer Fußballspieler. Der 1,89 Meter große Stürmer kommt ursprünglich aus Bosnien und ist im Jahre 1992 nach Schweden ausgewandert.

## Werdegang

### Karrierestart in Schweden
Tahirović begann seine Profilaufbahn bei Örebro SK in der zweitklassigen Superettan. Nach einer Spielzeit, in der er zu 21 Ligaspielen – davon 17 als Einwechselspieler – gekommen war, zog er weiter zu Halmstads BK in die erstklassige Allsvenskan. Dort kam er in anderthalb Spielzeiten zu 30 Spielen, wobei er jedoch weiterhin hauptsächlich als Einwechselspieler eingesetzt wurde. Dennoch wurde Tahirović in der schwedischen U-21-Auswahl berücksichtigt. Für die Juniorennationalmannschaft debütierte er am 5. Juni 2007 beim Spiel in Helsingborg zwischen Schweden und der Schweiz, das 0:0 endete. Bei der Partie gegen Lettland, die 4:2 gewonnen werden konnte, kam er zu einem zweiten Einsatz.

### Wechsel ins Ausland
Im Sommer 2007 wechselte Tahirović, der mit Werder Bremen, Eintracht Frankfurt und dem FC Zürich in Verbindung gebracht wurde, zum OSC Lille in die französische Ligue 1. Nach nur 2 Spielen in der französischen Ligue 1 beim OSC Lille, wechselte er im Januar 2008 als dritter schwedischer Spieler neben Dušan Đurić und Andrés Vásquez in diesem Transferzeitraum zum amtierenden Schweizer Meister FC Zürich. Er unterschrieb einen Leihvertrag bis Saisonende mit Option auf eine definitive Übernahme bis Sommer 2012. Nach zwei Toren in 16 Saisonspielen entschied der Klub nach dem Abgang von Eudis, den Offensivspieler weiter zu beschäftigen und zog die Option.
Unter Trainer Bernard Challandes konnte Tahirović sich zu Beginn der Spielzeit 2008/09 nicht in der Mannschaft durchsetzen und spielte zeitweise in der zweiten Mannschaft. Schließlich wurde er im Winter 2009 an seinen ehemaligen schwedischen Verein Örebro SK ausgeliehen. Bei seiner ersten Profistation kam er regelmäßig zum Einsatz, erneut jedoch hauptsächlich als Einwechselspieler.
Nach Ende der Spielzeit kehrte Tahirović zunächst zum FC Zürich zurück. Am 22. Januar verließ er jedoch auf Leihbasis erneut die Schweiz und schloss sich dem niederländischen Klub MVV Maastricht in der zweitklassigen Eerste Divisie an. Nachdem er nach Saisonende zunächst in die Schweiz zurückgekehrt war, verlieh ihn der FC Zürich im August 2010 für die komplette Spielzeit an den spanischen Drittligisten CD Castellón und vereinbarte mit den Spaniern eine Kaufoption. Jedoch kam er nur unregelmäßig zum Einsatz, im Februar 2011 suspendierte ihn der Klub. Im Mai berichtete die schwedische Presse, der Spieler sei bei seinem spanischen Verein zudem bis dato nicht bezahlt worden.
Im August 2011 wurde bekannt, dass der FC Zürich und Emra Tahirovic den bis 2013 laufenden Vertrag im gegenseitigen Einvernehmen aufgelöst haben. In der Folge war er vereinslos, ehe er sich im Sommer 2013 nach längeren Probetrainings dem Schweizer Klub FC Wil anschloss. Von Trainer Axel Thoma wurde er hauptsächlich als Einwechselspieler eingesetzt. Im Frühjahr 2014 beendete der Verein via Ausübung einer Klausel aufgrund des Fitnesszustands des Spielers vorzeitig den Vertrag, der aussagegemäß zeitweise über 100 Kilogramm gewogen habe.